# Worting
Worting är en stadsdel i Basingstoke, i distriktet Basingstoke and Deane, i grevskapet Hampshire, i England. Worting var en civil parish fram till 1932 när blev den en del av Basingstoke och Wootton St. Lawrence. Civil parish hade 365 invånare år 1931. Byn nämndes i Domedagsboken (Domesday Book) år 1086, och kallades då Wortinges.